# ガイアフォース
ガイアフォース（欧字名:Gaia Force、2019年2月21日 - ）は、日本の競走馬。2022年のセントライト記念の勝ち馬である。
馬名の意味は、ガイア（ギリシャ神話に出てくる地母神）の力。

## 戦績

### デビュー前
2019年2月21日、追分ファームで誕生。2019年のセレクトセール当歳市場でKRジャパンに税込3,240万円で落札され、育成の後、栗東の杉山晴紀厩舎に入厩した。

### 2歳（2021年）
9月5日の2歳新馬（小倉芝1800ｍ）を松山弘平鞍上でデビュー。初戦はのちの朝日杯フューチュリティステークス、東京優駿勝ち馬のドウデュースにクビ差の2着に敗れた。なお、3着にはラジオNIKKEI賞を制するフェーングロッテンが入っている。その後は骨折により休養を余儀なくされた。

### 3歳（2022年）
半年ぶりの実戦となった2戦目の3歳未勝利（阪神芝2000ｍ）を好位から前を捕らえると、後続に4馬身差をつけて快勝。続くあずさ賞は1.6倍に1番人気となったが、2番手追走から逃げるセントカメリアを捕まえられず2着に敗れた。4戦目、国東特別は4コーナーで先頭に立つと後続を突き放し、7馬身差の圧勝。また、勝ち時計は、1分56秒8とレコードタイムでの勝利となった。次走、重賞初挑戦となったセントライト記念は、中団前から進出すると、アスクビクターモアとのゴールまで続いた競り合いを制し、アタマ差で1着。重賞初制覇となった。迎えた菊花賞本番は1番人気に支持されたが、直線半ばで力尽きて8着に沈んだ。管理する杉山晴紀調教師は「1番枠がすべて。勝負どころで包まれてしまった。こういう形の競馬をしたことがないので、途中から集中力をなくしてしまった。距離もあったのかも」と語った。

### 4歳（2023年）
1月22日のアメリカジョッキークラブカップより始動。単勝1番人気に支持されたが、直線での伸びを欠き5着に敗れる。3か月の休養を挟み、2戦目は初のマイル戦となる4月23日のマイラーズカップに出走。鞍上は西村淳也に乗り替わった。道中は後方に控えて直線で脚を伸ばし、勝ち馬シュネルマイスターからクビ差の2着に好走した。手綱を取った松山は、「初めてのマイルでもいい競馬をして、いい伸びを見せてくれました。状態も良かったですね。操縦性にあふれているので、距離が延びても大丈夫と思います。」と語った。6月4日の安田記念も後方から良く伸びてソングラインの4着。その後も西村とのコンビでレースを重ね、勝ちきれないながらも年内最終戦のチャレンジカップ（6着）を除いて堅実に掲示板に入り続けた。

### 5歳（2024年）
初のダート挑戦となる2月18日のフェブラリーステークスより始動。鞍上は長岡禎仁に乗り替わった。道中は8番手を追走し、直線で力強く脚を伸ばしてセキフウ、タガノビューティーとの激しい2着争いを制した。なお、フェブラリーステークスが初のダート挑戦だった競走馬の従来の最高成績は2001年のトゥザヴィクトリーが記録した3着であり、ガイアフォースはこれを上回った。鞍上の長岡は、「道中は少しキックバックを気にしていましたが、よく辛抱してくれました。前が流れてくれてリズムよく運べましたし、脚はしっかり使えてダートの走りも悪くなかった。」と語った。その後、4月13日にオーストラリアのロイヤルランドウィック競馬場で行われるクイーンエリザベスステークスに予備登録されたが、3月15日に左第二中手骨骨折が判明し、3か月以上の休養を要する見込みとなった。
3月16日に、杉山調教師は、順調に回復したと想定して、6月2日に東京競馬場で行われる安田記念での復帰を目標にすることを明らかにした。杉山調教師は「馬の状態を確認しながらですが、当初の予定通り、安田記念を目標にする予定です。しっかりと休養を挟み、立ち上げていければと思います」と述べている。なお、鞍上にはフェブラリーステークスに続いて長岡禎仁が騎乗する。

## 競走成績
以下の内容はJBISサーチ、netkeiba.comの情報に基づく。
| 競走日     | 競馬場 | 競走名           | 格   | 距離（馬場）  | 頭 数 | 枠 番 | 馬 番 | オッズ （人気） | 着順 | タイム （上り3F） | 着差 | 騎手        | 斤量 [kg] | 1着馬（2着馬）         | 馬体重 [kg] |
| ---------- | ------ | ---------------- | ---- | ------------- | ----- | ----- | ----- | --------------- | ---- | ----------------- | ---- | ----------- | --------- | ---------------------- | ----------- |
| 2021.09.05 | 小倉   | 2歳新馬          |      | 芝1800m（良） | 13    | 7     | 10    | 009.30（3人）   | 02着 | R1:50.3（34.3）   | -0.1 | 0松山弘平   | 54        | ドウデュース           | 486         |
| 2022.03.12 | 阪神   | 3歳未勝利        |      | 芝2000m（良） | 16    | 8     | 15    | 002.50（1人）   | 01着 | R2:00.4（34.8）   | -0.7 | 0松山弘平   | 56        | （ブラックシールド）   | 486         |
| 0000.05.14 | 中京   | あずさ賞         | 1勝  | 芝2000m（重） | 9     | 6     | 6     | 001.60（1人）   | 02着 | R1:59.8（34.4）   | -0.2 | 0松山弘平   | 56        | セントカメリア         | 488         |
| 0000.07.03 | 小倉   | 国東特別         | 1勝  | 芝2000m（良） | 10    | 2     | 2     | 001.40（1人）   | 01着 | R1:56.8（35.4）   | -1.1 | 0松山弘平   | 54        | （サクセスドレーク）   | 490         |
| 0000.09.19 | 中山   | セントライト記念 | GII  | 芝2200m（稍） | 13    | 6     | 9     | 005.10（3人）   | 01着 | R2:11.8（34.7）   | -0.0 | 0松山弘平   | 56        | （アスクビクターモア） | 498         |
| 0000.10.23 | 阪神   | 菊花賞           | GI   | 芝3000m（良） | 18    | 1     | 1     | 003.50（1人）   | 08着 | 03:04.0（38.0）   | -1.6 | 0松山弘平   | 57        | アスクビクターモア     | 494         |
| 2023.01.22 | 中山   | AJCC             | GII  | 芝2200m（良） | 14    | 6     | 10    | 001.80（1人）   | 05着 | R2:14.0（35.2）   | -0.5 | 0C.ルメール | 57        | ノースブリッジ         | 496         |
| 0000.04.23 | 京都   | マイラーズC      | GII  | 芝1600m（良） | 15    | 4     | 7     | 008.20（4人）   | 02着 | R1:31.5（33.2）   | -0.0 | 0西村淳也   | 58        | シュネルマイスター     | 486         |
| 0000.06.04 | 東京   | 安田記念         | GI   | 芝1600m（良） | 18    | 4     | 7     | 019.00（8人）   | 04着 | R1:31.6（33.3）   | -0.2 | 0西村淳也   | 58        | ソングライン           | 492         |
| 0000.09.24 | 中山   | オールカマー     | GII  | 芝2200m（良） | 15    | 4     | 7     | 004.90（2人）   | 05着 | R2:12.4（35.7）   | -0.4 | 0西村淳也   | 57        | ローシャムパーク       | 490         |
| 0000.10.29 | 東京   | 天皇賞（秋）     | GI   | 芝2000m（良） | 11    | 5     | 5     | 045.40（7人）   | 05着 | R1:56.2（35.5）   | -1.0 | 0西村淳也   | 58        | イクイノックス         | 496         |
| 0000.12.02 | 阪神   | チャレンジC      | GIII | 芝2000m（良） | 13    | 5     | 6     | 002.40（1人）   | 06着 | R1:59.2（35.3）   | -0.4 | 0西村淳也   | 57        | ベラジオオペラ         | 500         |
| 2024.02.18 | 東京   | フェブラリーS    | GI   | ダ1600m（良） | 16    | 4     | 7     | 013.50（5人）   | 02着 | R1:35.9（37.2）   | -0.2 | 0長岡禎仁   | 58        | ペプチドナイル         | 494         |
| 0000.06.02 | 東京   | 安田記念         | GI   | 芝1600m（稍） | 18    | 1     | 2     | 011.60（5人）   | 04着 | R1:32.6（33.5）   | -0.3 | 0長岡禎仁   | 58        | ロマンチックウォリアー | 494         |
| 0000.12.01 | 中京   | チャンピオンズC  | GI   | ダ1800m（良） | 16    | 8     | 16    | 013.70（5人）   | 15着 | R1:53.7（40.0）   | -3.6 | 0長岡禎仁   | 58        | レモンポップ           | 496         |
| 2025.02.23 | 東京   | フェブラリーS    | GI   | ダ1600m（良） | 16    | 8     | 15    | 011.90（6人）   | 07着 | R1:36.5（35.9）   | -1.0 | 0長岡禎仁   | 58        | コスタノヴァ           | 498         |
| 0000.04.27 | 沙田   | チャンピオンズM  | G1   | 芝1600m（良） | 13    |       | 3     | 010.00（4人）   | 09着 | R1:33.9           | -0.7 | 0川田将雅   | 57        | Red Lion               | 482         |
| 0000.06.08 | 東京   | 安田記念         | GI   | 芝1600m（良） | 18    | 4     | 7     | 032.20（9人）   | 02着 | R1:32.9（33.9）   | -0.2 | 0吉村誠之助 | 58        | ジャンタルマンタル     | 494         |

- タイム欄のRはレコード勝ちを示す
- 競走成績は2025年6月8日現在

## 血統表
| ガイアフォースの血統          | ガイアフォースの血統                                                               | ガイアフォースの血統                                                               | （血統表の出典）                                                                   | （血統表の出典）        |
| 父系                          | サンデーサイレンス系（ヘイロー系）                                                 | サンデーサイレンス系（ヘイロー系）                                                 | サンデーサイレンス系（ヘイロー系）                                                 | [ § 2 ]                 |
| 父 キタサンブラック 2012 鹿毛 | 父の父ブラックタイド 2001 黒鹿毛                                                   | *サンデーサイレンス                                                                | Halo                                                                               | Halo                    |
| 父 キタサンブラック 2012 鹿毛 | 父の父ブラックタイド 2001 黒鹿毛                                                   | *サンデーサイレンス                                                                | Wishing Well                                                                       |                         |
| 父 キタサンブラック 2012 鹿毛 | 父の父ブラックタイド 2001 黒鹿毛                                                   | *ウインドインハーヘア                                                              | Alzao                                                                              | Alzao                   |
| 父 キタサンブラック 2012 鹿毛 | 父の父ブラックタイド 2001 黒鹿毛                                                   | *ウインドインハーヘア                                                              | Burghclere                                                                         |                         |
| 父 キタサンブラック 2012 鹿毛 | 父の母シュガーハート 2005 鹿毛                                                     | サクラバクシンオー                                                                 | サクラユタカオー                                                                   | サクラユタカオー        |
| 父 キタサンブラック 2012 鹿毛 | 父の母シュガーハート 2005 鹿毛                                                     | サクラバクシンオー                                                                 | サクラハゴロモ                                                                     |                         |
| 父 キタサンブラック 2012 鹿毛 | 父の母シュガーハート 2005 鹿毛                                                     | オトメゴコロ                                                                       | *ジャッジアンジェルーチ                                                            | *ジャッジアンジェルーチ |
| 父 キタサンブラック 2012 鹿毛 | 父の母シュガーハート 2005 鹿毛                                                     | オトメゴコロ                                                                       | *テイズリー                                                                        |                         |
| 母 ナターレ 2008 芦毛         | 母の父*クロフネ 1998 芦毛                                                          | *フレンチデピュティ                                                                | Deputy Minister                                                                    | Deputy Minister         |
| 母 ナターレ 2008 芦毛         | 母の父*クロフネ 1998 芦毛                                                          | *フレンチデピュティ                                                                | Mitterand                                                                          |                         |
| 母 ナターレ 2008 芦毛         | 母の父*クロフネ 1998 芦毛                                                          | *ブルーアヴェニュー                                                                | Classic Go Go                                                                      | Classic Go Go           |
| 母 ナターレ 2008 芦毛         | 母の父*クロフネ 1998 芦毛                                                          | *ブルーアヴェニュー                                                                | Eliza Blue                                                                         |                         |
| 母 ナターレ 2008 芦毛         | 母の母ロージーチャーム 2001 鹿毛                                                   | ダンスインザダーク                                                                 | *サンデーサイレンス                                                                | *サンデーサイレンス     |
| 母 ナターレ 2008 芦毛         | 母の母ロージーチャーム 2001 鹿毛                                                   | ダンスインザダーク                                                                 | *ダンシングキイ                                                                    |                         |
| 母 ナターレ 2008 芦毛         | 母の母ロージーチャーム 2001 鹿毛                                                   | クリスマスローズ                                                                   | *ノーザンテースト                                                                  | *ノーザンテースト       |
| 母 ナターレ 2008 芦毛         | 母の母ロージーチャーム 2001 鹿毛                                                   | クリスマスローズ                                                                   | *ノーベンバーローズ                                                                |                         |
| 母系(F-No.)                   | ノーベンバーローズ(USA) 系(FN:16-a)                                                | ノーベンバーローズ(USA) 系(FN:16-a)                                                | ノーベンバーローズ(USA) 系(FN:16-a)                                                | [ § 3 ]                 |
| 5代内の近親交配               | サンデーサイレンス 3×4 = 18.75%、ノーザンテースト 5×4 = 9.38%、Lyphard 5×5 = 6.25% | サンデーサイレンス 3×4 = 18.75%、ノーザンテースト 5×4 = 9.38%、Lyphard 5×5 = 6.25% | サンデーサイレンス 3×4 = 18.75%、ノーザンテースト 5×4 = 9.38%、Lyphard 5×5 = 6.25% | [ § 4 ]                 |
| 出典                          | 1. 2. 3. 4.                                                                        | 1. 2. 3. 4.                                                                        | 1. 2. 3. 4.                                                                        | 1. 2. 3. 4.             |

- 母ナターレは2011年クラウンカップ、戸塚記念、2012年OROカップ、2013年しらさぎ賞、OROカップ勝ち馬。
- 3代母クリスマスローズの全姉に1993年セントウルステークス勝ち馬のエリザベスローズがおり、その産駒にフサイチゼノン（2000年弥生賞）、アグネスゴールド（2001年スプリングステークス、きさらぎ賞）、リミットレスビッド（2006・2007年東京盃など重賞8勝）がいる。